# Курилівка (Сумський район)
Кури́лівка — село в Україні, у Лебединській міській громаді Сумського району Сумської області. Населення становить 109 осіб. До 2020 орган місцевого самоврядування — Рябушківська сільська рада.

## Географія
Село Курилівка знаходиться біля витоків річки Вільшанка, нижче за течією на відстані 1 км розташоване село Вільшанка. Поруч проходить залізниця, станція Рябушки за 3 км.

## Історія
За даними на 1864 рік на казеному хуторі Курилів Рябушкинської волості Лебединського повіту Харківської губернії мешкало 511 осіб (246 чоловічої статі та 265 — жіночої), налічувалось 90 дворових господарств.
Станом на 1914 рік кількість мешканців зросла до 1018 осіб.
Станом на 2014 рік в селі залишолося всього декілька мешканців. Більшість будівель і споруд села зруйновано, фактично село припинило своє існування. В листопаді 2014 року був сплюндрований пам'ятник загиблим у Великій Вітчізняній війні воїнам - до половини зруйнована обшивка  з листової міді для здавання на металобрухт.
12 червня 2020 року, відповідно до Розпорядження Кабінету Міністрів України № 723-р «Про визначення адміністративних центрів та затвердження територій територіальних громад Сумської області», увійшло до складу Лебединської міської територіальної громади.
19 липня 2020 року, після ліквідації Лебединського району, село увійшло до Сумського району.